# Гардегзен
Гардегзен (нім. Hardegsen) — місто в Німеччині, розташоване в землі Нижня Саксонія. Входить до складу району Нортгайм.
Площа — 83,87 км2. Населення становить 7578 ос. (станом на 31 грудня 2021).